# Ikarus 222
Az Ikarus 222, az Ikarus gyár 1975-ben kifejlesztett szóló városi- és elővárosi autóbusza. Sorozatgyártására nem került sor, csak 3 prototípus készült belőle, ezek K1, K2, illetve K3 számozásokat kaptak.

## Története
A K1-es hívójelű városi autóbusz 1975-ben készült el, feltűnő lágy zöld fényezést kapott, rendszáma GC 75-29 volt. Ez a példány Székesfehérvárra került, a 14. számú Volánhoz (a későbbi Alba Volánhoz).
Három évvel később, 1978-ban elkészült a K2-es prototípus, mely elővárosi kivitelben lett megtervezve. Elöl dupla szárnyú, ám a az első prototípuséhoz hasonló keskeny ajtó, hátul pedig a távolsági típusokéra hasonlító lengőajtóval szerelték.
A harmadik prototípus, azaz a K3, 1979-ben készült el. Ez a jármű a K1-essel megegyező kivitelben készült, minimális módosításokkal.
Mind a három prototípus magángyűjtőkhöz került, a felújításuk is folyamatban van, így a típus megmarad az utókor számára.

## További műszaki jellemzők
| Maximális sebesség | 78 km/h               |
| Ajtóelrendezés     | 2 – 4 (harmonika) – 2 |
| Padlómagasság      | 900 mm                |